# Dwars door België 1982
La Dwars door België 1982, trentasettesima edizione della corsa, si svolse il 28 marzo su un percorso di 198 km, con partenza ed arrivo a Waregem. Fu vinta dall'olandese Jan Raas della squadra Ti-Raleigh-Campagnolo davanti ai belgi Jean-Luc Vandenbroucke e Eddy Vanhaerens.

## Ordine d'arrivo (Top 10)
| Pos. | Corridore              | Squadra                     | Tempo    |
| ---- | ---------------------- | --------------------------- | -------- |
| 1    | Jan Raas               | Ti-Raleigh-Campagnolo       | 5h20'00" |
| 2    | Jean-Luc Vandenbroucke | La Redoute-Motobecane       | s.t.     |
| 3    | Eddy Vanhaerens        | Safir-Marc                  | a 26"    |
| 4    | Frank Hoste            | Ti-Raleigh-Campagnolo       | a 1'01"  |
| 5    | Leo van Vliet          | Ti-Raleigh-Campagnolo       | s.t.     |
| 6    | Pascal Guyot           | La Redoute-Motobecane       | s.t.     |
| 7    | Marc Goossens          | Kotter-Bibione              | s.t.     |
| 8    | Cees Priem             | Ti-Raleigh-Campagnolo       | s.t.     |
| 9    | Hans Langerijs         | B & S Wegenbouw-Elro Snacks | s.t.     |
| 10   | Eddy Furniere          |                             | s.t.     |